# Sudáfrica en los Juegos Olímpicos de Pyeongchang 2018
Sudáfrica estuvo representada en los Juegos Olímpicos de Pyeongchang 2018 por un deportista que compitieron en esquí alpino. Responsable del equipo olímpico fue la Confederación Deportiva y Comité Olímpico Sudafricano, así como las federaciones deportivas nacionales de cada deporte con participación.
El portador de la bandera en la ceremonia de apertura fue el esquiador Connor Wilson. El equipo olímpico Sudáfrica no obtuvo ninguna medalla en estos Juegos.